# Nordkoreas centralbank
Den Demokratiske Folkerepublik Koreas Centralbank er centralbanken i Nordkorea. Banken står for udstedelse af landets valuta, Nordkoreansk won. Banken blev etableret den 6. december 1947.
Centralbankens chef pr november 2011 er Ri Kwang-gon, han overtog efter Kim Wan-su i april 2009, da Kim blev udnævnt til finansminister.

## Notater
1. ↑  Ipicture – Aktuelle Regierung: Korea, Demokratische Volksrepublik im Jahr 2011 – Präsident, Minister u.A. Arkiveret 27. august 2013 hos  Wayback Machine, besøkt 25. november 2011.
2. ↑  Asia Times Online – Kim Jong-il opts for continuity (16. april 2009) Arkiveret 23. juni 2013 hos  Wayback Machine, besøkt 25. november 2011.

39°00′41″N 125°45′11″Ø / 39.01134°N 125.75318°Ø